# Agnibesa pictaria
Agnibesa pictaria là một loài bướm đêm trong họ Geometridae.